# Heartbeeps
Heartbeeps es una comedia romántica de 1981, protagonizada por el comediante estadounidense Andy Kaufman, Bernadette Peters y Randy Quaid. La trama sigue a dos robots de servicio que deciden escapar de la fábrica que los produjo con el fin de explorar el mundo, desarrollándose en simultáneo un romance entre ellos. Esta fue la última película de Kaufman.

## Reparto
Algunos de los protagonistas son:
- Andy Kaufman como Val.
- Bernadette Peters como Aqua.
- Randy Quaid como Charlie.
- Kenneth McMillan como Max.
- Melanie Mayron como Susan.
- Christopher Guest como Calvin.
- Richard B. Shull como jefe de la fábrica.
- Dick Miller como vigilante.
- Kathleen Freeman como la piloto de helicóptero.
- Mary Woronov y Paul Bartel son algunos invitados a la fiesta.

## Producción
El filme fue dirigido por Allan Arkush, y la música corrió a cargo del compositor John Williams. Pese a obtener un mal resultado de crítica y taquilla, la cinta logró obtener una nominación a los Premios Óscar, en la categoría de Mejor Maquillaje (el cual estuvo a cargo de Stan Winston).